# Focalor
Na demonologia, Focalor (também Forcalor ou Furcalor) é o Poderoso Grande Duque do Inferno, comandando três ou trinta legiões de demônios (o número de legiões difere entre os autores). Focalor é mencionado na Chave Menor de Salomão, como o quadragésimo primeiro dos 72 demônios góticos. Segundo a grimório: Focalor aparece na forma de um homem com as asas de um grifo, ele mata homens, afoga-os, e lança-os para a guerra, mas se o mágico comandar ele, não vai prejudicar nenhum homem ou ninguém.
Focalor tem poder sobre o vento e o mar, e tinha a esperança de voltar para o céu depois de mil anos, mas ele se enganou nessa sua esperança.
Um dos três arquidemonios, Lucífago Rofocale, o segundo nome é um anagrama de Focalor, implicando uma relação intelectual.